# Сота Анхиалски
Сота (на гръцки: Σωτάς, Сотас) е гръцки духовник, пръв засвидетелстван анхиалски епископ, за когото се отбелязва, че се е борил срещу монтанистката ерес.

## Биография
Още в средата на II век в Анхиало се споменава организирана църква, начело с антимонтанисткия епископ Сота. Евсевий Кесарийски се позовава на едно писмо на Серапион Антиохийски, в което се цитират подписите на различни епископи. В писмото епископът на Деултум Елий Публий Юлий се подписва с думите: „Жив е Бог на небето: Блаженият Сотас, Анхиалски поиска да изгони демона от Прискила, но лицемерите не му позволиха“. Приска или Прискила, заедно с Максимила, са две пророчици, съратнички на еретика Монтан. Сотас е споменат и в „Libellus Synodicus“, където се казва, че епископ Сота Анхиалски е свикал събор в град Анхиало срещу ересите на Теодот и на Монтан, на който присъстват дванадесет други епископи. Според Карл Йозеф фон Хефеле приблизителната дата на събора е 140 година. Според съвременни историци обаче критическото разглеждане на „Libellus Synodicus“ установява обаче, че той не е автентичен и текстът е в повечето случаи само парафраза на Евсевий Кесарийски.